# Mus crociduroides
Mus crociduroides är en däggdjursart som först beskrevs av Robinson och Cecil Boden Kloss 1916.  Mus crociduroides ingår i släktet Mus och familjen råttdjur. Inga underarter finns listade i Catalogue of Life. Artepitet i det vetenskapliga namnet syftar på utseendet som liknar en näbbmus.
Typisk är den spetsiga nosen. Håren av hela pälsen som är brum på ovansidan och grå på undersidan har silverfärgade spetsar. Svansen är tydlig längre än huvud och bål tillsammans. Hela längden ligger mellan 200 och 250 mm.
Arten förekommer endemisk på västra Sumatra. Den lever i bergstrakter där de högsta topparna ligger 3050 meter över havet. Habitatet utgörs av bergsskogar.
Antagligen finns inga hot i höga bergstrakter. Det senaste fyndet är från 1980-talet. IUCN kategoriserar arten globalt som otillräckligt studerad.